# Cecylia Roszak
Cecylia Roszak   (Kiełczewo, 25 de març de 1908 - Cracòvia, 16 de novembre de 2018) més coneguda amb el nom de germana Cecylia, va ser una germana dominicana, resistent i supercentenària polonesa. Coneguda especialment com una de les monges més antigues del món, va morir a 110 anys.
Va ser reconeguda " Justa entre les nacions" el 2009, a càrrec de l'Iad va-Xem, per salvar jueus durant la Segona Guerra Mundial.

## Biografia
Maria Roszak va entrar al convent de Na Grodku a Cracòvia el 1929, a 21 anys, on va treballar fins al 1938, quan es va unir a un grup de germanes que van decidir fundar un nou monestir a Vílnius, però els seus esforços van ser frustrats per la Segona Guerra Mundial. Durant la seva estada a Vílnius, les germanes van ocultar 17 membres de la resistència jueva, inclòs un dels seus líders, Abba Kovner.
Després de la guerra van tornar a Cracòvia, on sor Cecylia va ocupar diversos càrrecs.
Supercentenària, era degana de Polònia i probablement la religiosa més vella del món.